# Neuweltklettermäuse
Die Neuweltklettermäuse (Rhipidomys) sind eine in Südamerika lebende Nagetiergattung aus der Gruppe der Neuweltmäuse. Sie umfassen 26 Arten.

## Merkmale
Neuweltklettermäuse sind mäuseähnliche Tiere. Sie erreichen eine Kopfrumpflänge von 8 bis 21 Zentimetern, der Schwanz ist länger als der Körper und kann bis zu 27 Zentimeter lang sein. Ihr Fell ist an der Oberseite in verschiedenen Grau- oder Brauntönen gefärbt, die Unterseite ist weiß oder hellgrau. Die Linie zwischen dunkler Ober- und heller Unterseite ist scharf. Die Füße sind breit und mit den langen Krallen an eine kletternde Lebensweise angepasst. Der Schwanz ist behaart und endet in einer kleinen Quaste.

## Verbreitung und Lebensweise
Neuweltklettermäuse sind in Südamerika beheimatet, ihr Verbreitungsgebiet reicht vom Osten Panamas bis Bolivien und das nördliche Argentinien. Sie bewohnen Wälder und andere baumbestandene Gebiete.
Diese Nagetiere sind nachtaktiv. Sie sind meistens Baumbewohner, einige Arten leben auch am Boden und können in Häuser eindringen. Tagsüber ziehen sie sich in Grasnester zurück.
Die IUCN listet keine Art als bedroht, das dürfte aber auch auf mangelndem Kenntnisstand beruhen.

## Systematik
Es werden 26 Arten unterschieden:
- Rhipodmys albujai kommt in Ecuador vor[1]
- Südanden-Klettermaus (Rhipidomys austrinus) ist von Bolivien bis ins nördliche Argentinien verbreitet.
- Rhipidomys cariri
- Kolumbien-Klettermaus (Rhipidomys caucensis) lebt im westlichen Kolumbien.
- Coues-Klettermaus (Rhipidomys couesi) bewohnt Kolumbien, Venezuela und die Insel Trinidad.
- Östliche Amazonas-Klettermaus (Rhipidomys emiliae) ist im mittleren und östlichen Brasilien beheimatet.
- Sandbauch-Klettermaus (Rhipidomys fulviventer) bewohnt vereinzelte Gebiete in Kolumbien und Venezuela.
- Gardner-Klettermaus (Rhipidomys gardneri) lebt in Ostperu und Westbrasilien.
- Rhipidomys ipukensis
- Rhipidomys itoan
- Breitfuß-Klettermaus (Rhipidomys latimanus) ist vom östlichen Panama bis Peru verbreitet. Die Population aus Panama wurde früher als R. scandens als eigene Art geführt.
- Weißfuß-Klettermaus (Rhipidomys leucodactylus) kommt in weiten Teilen des nördlichen Südamerikas vor.
- Tepui-Klettermaus (Rhipidomys macconnelli) lebt in Venezuela, Guyana und Nordbrasilien.
- Rhipidomys macrurus bewohnt das mittlere Brasilien.
- Atlantikwald-Klettermaus (Rhipidomys mastacalis) ist im östlichen Brasilien beheimatet.
- Peru-Klettermaus (Rhipidomys modicus) lebt im mittleren Peru.
- Guyana-Klettermaus (Rhipidomys nitela) bewohnt Venezuela, die drei Guyana-Staaten und Nordbrasilien.
- Rhipidomys ochoagrateroli
- Gelbbauch-Klettermaus (Rhipidomys ochrogaster) ist nur aus dem südöstlichen Peru bekannt.
- Rhipidomys similis
- Rhipidomys tenuicauda
- Venezuela-Klettermaus (Rhipidomys venezuelae) lebt in Kolumbien, Venezuela sowie Trinidad und Tobago.
- Mérida-Klettermaus (Rhipidomys venustus) kommt vereinzelt im westlichen und nördlichen Venezuela vor.
- Wetzel-Klettermaus (Rhipidomys wetzeli) bewohnt Südvenezuela und Nordbrasilien.
- Rhipidomys ybyrae bewohnt Mato Grosso in Zentralbrasilien

Zusammen mit den Paramo-Mäusen (Thomasomys) und einigen anderen Gattungen bilden sie die Tribus der Thomasomyini innerhalb der Sigmodontinae.